# 肺剂
肺劑（英語：Pulmonary agent），或稱肺毒劑、窒息劑（choking agent），是種可做為化學武器製劑的有毒氣體，旨在阻礙受害者的呼吸能力。其作用是導致肺部積液，然後造成窒息。除了肺部，接觸眼睛和皮膚往往具有腐蝕性，導致視力模糊和嚴重的深度化學性燒傷。吸入這些毒劑會導致喉嚨灼痛、咳嗽、嘔吐、頭痛、胸痛、胸悶以及呼吸和循環衰竭。
肺劑的例子包括：
- 氯氣
- 氯化苦
- 雙光氣
- 光氣
- 十氟化二硫
- 全氟異丁烯
- 丙烯醛
- 二苯氰胂

光氣是最危險的常用肺劑（儘管十氟化二硫和全氟異丁烯都更危險，致死率分別是光氣的4倍和10倍，但均未被廣泛使用）。在一般條件下為無色氣體。它的蒸氣密度是空氣的3.4倍，使其能夠在空氣中長時間保持低濃度。光氣導致肺水腫，在接觸後12小時內達到最大症狀，隨後在24至48小時內死亡。
氯是一種用於工業的元素。它是美國最常生產的化學品之一。用於製造殺蟲劑、橡膠和溶劑。它還用於飲用水和游泳池以殺死細菌。氯中毒的程度取決於一個人接觸到的氯的量。

## 歷史
1915年4月22日，在比利時的第二次伊普爾戰役中，這些肺劑的第一次主要用途出現了。德軍向法國、加拿大和英國軍隊施放了168噸氯氣，形成了由風傳播的化學氣體雲。1917年德國軍隊還引進了光氣。雙方此時都掌握了雙光氣、氯化苦、全氟異丁烯等新型窒息劑的技術，可以進行多次進攻。